# Йоринда и Йорингель

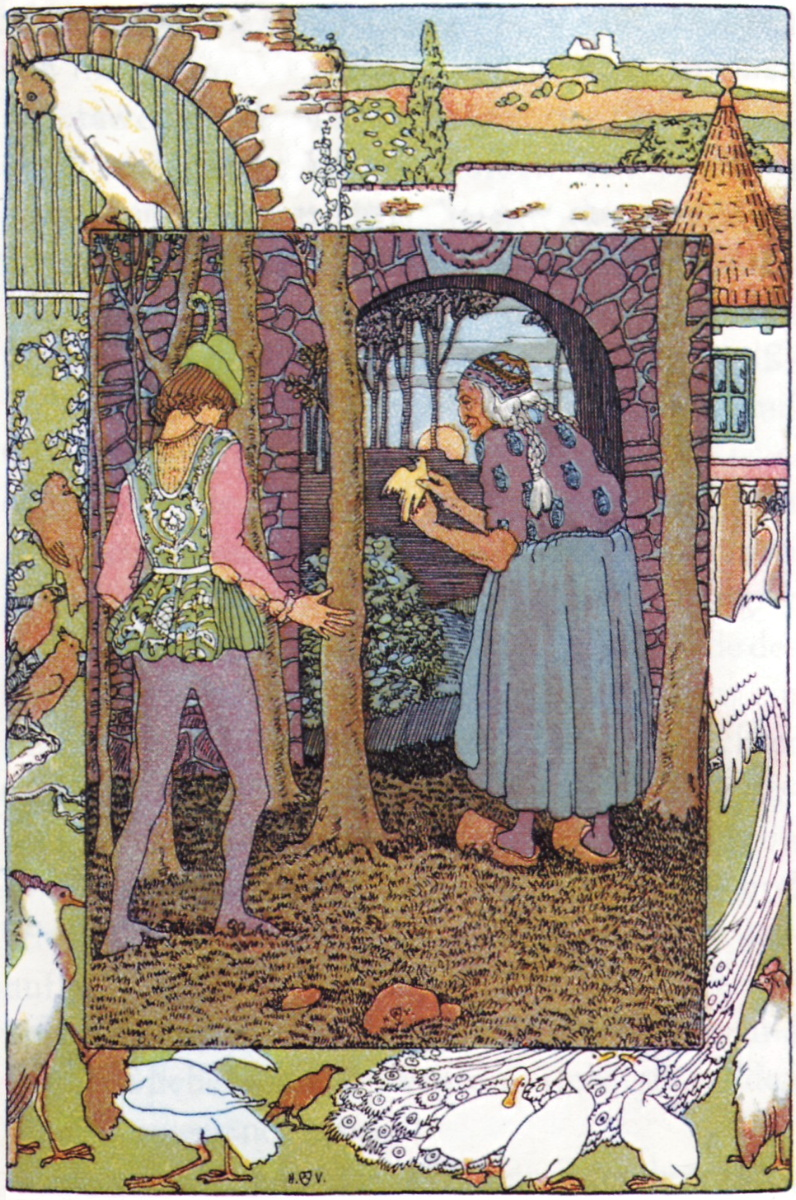
Иллюстрация Генриха Фогелера

Йоринда и Йорингель (нем. Jorinde und Joringel) — немецкая сказка, написанная братьями Гримм. Имеет индекс Аарне — Томсона 405. Эта сказка встречается почти исключительно в Германии, за исключением шведского варианта истории, хотя Мэри Кэмпбелл обнаружила вариант в Кентукки, "Цветок Росы".

## Сюжет
Злая колдунья (или фея, зависит от перевода) жила в тёмном замке в лесу. Она обладала способностью заманивать к себе животных и птиц, потом убивала их и съедала. Колдунья обращала в камень любого человека, приближавшегося к её жилищу, молодых девушек же превращала в птиц и запирала в клетках. Йоринда и Йорингель, обручённые девушка и юноша, отправились на прогулку в лес. Они подошли слишком близко к логову ведьмы. Колдунья обратила Йоринду в соловья, а Йорингеля превратила в камень. Когда же она поймала и унесла птицу, то освободила Йорингеля, смеясь над тем, что он больше никогда не увидит Йоринду.
Однажды ночью Йорингель увидел во сне цветок, который способен разрушить чары колдуньи. Девять дней юноша искал цветок, отыскал его и принёс к замку колдуньи. Даже приблизившись к замку, Йорингель не окаменел и смог проникнуть в логово колдуньи.  Он увидел, как колдунья кормит птиц. Ведьма не смогла заколдовать Йорингеля. Когда же она попыталась унести одну из клеток, юноша догадался, что в ней находилась Йоринда-соловей. Йорингель коснулся ведьмы цветком, и вся её волшебная сила навсегда исчезла. Юноша коснулся Йоринды, она снова обратилась в девушку. Также Йорингель снял чары и с других обращённых в птиц девушек.